# 人马座24
人马座24，又名24 Sgr，CD-2414472，HD 171115、SAO 186981、HR 6961，是人马座的一颗恒星，视星等为5.49，位于銀經9.52，銀緯-7.1，其B1900.0坐标为赤經18h 33m 58.49s，赤緯-24° 01′ 56.4″。